# Cirila Ubaldina García Díaz
Cirila Ubaldina García Díaz   (La Calzada de Béjar,  Salamanca, 1893 – Quintana del Puente, Palencia 6 de septiembre  de 1936) fue una maestra republicana española de ideología socialista, miembro de la Federación de Trabajadores de la Enseñanza (FETE) y de la Unión General de Trabajadores (UGT), asesinada por un pelotón fascista en los comienzos de la Guerra Civil.

## Biografía
Nacida en La Calzada de Béjar (Salamanca), se graduó en la Escuela de Magisterio de Palencia. Ejerció en Baños de Cerrato y otras escuelas de la provincia. Casada con Esteban Delgado Cidón, el matrimonio tuvo cuatro hijos. En 1931 se trasladaron a Palencia y allí fue nombrada directora del colegio Modesto Lafuente, donde coincidió con la maestra Sofía Polo Giménez y su marido Arturo Sanmartín Suñer, inspector de Enseñanza primaria.
Se afilió a la Federación de Trabajadores de la Enseñanza (FETE) y a la UGT. En 1934 recibió, de la Dirección General de Instrucción Pública, el premio al mérito docente.

## Represión y muerte
El 19 de julio de 1936 con el triunfo del golpe de Estado franquista, el jefe de la Falange palentina formó una brigada compuesta por falangistas y guardias civiles que recorrieron los pueblos de la provincia instaurando el terror y eliminando cualquier tipo de resistencia republicana.
Una de las primeras víctimas fue la maestra Sofía Polo Giménez que se había quedado para dirigir las colonias de verano. El 13 de agosto fue secuestrada, violada y brutalmente asesinada. Mientras, Arturo Sanmartín Suñer, su marido, se había refugiado en el sótano del grupo escolar Modesto Lafuente, donde Ubaldina tenía su domicilio particular. Impidió el registro a pesar de los disparos intimidatorios que disparaban los falangistas contra el edificio. Carmen, la hija mayor de Ubaldina, era la encargada de bajarle la comida.
El 1 de septiembre de 1936 Palencia ya estaba encuadrada en el Nuevo Estado Nacional Católico y se inició solemnemente el curso escolar con el lema: La Restauración del Crucifijo. Ubaldina asistió al acto acompañada de su hija Mª Luisa. El obispo Manuel González García se refirió a ella y delante de todos la acusó de haber retirado los crucifijos de las escuelas y haber prescindido de la religión durante la República. Una vez en la calle, una multitud enfurecida la increpó y los falangistas la separaron violentamente de su hija llevándosela al Gobierno Civil y posteriormente a la cárcel.
El 6 de septiembre, sin juicio previo, un camión la sacó de la prisión junto con un grupo de personas entre las que estaba la maestra de Brañosera Isabel Esteban Nieto, y la también maestra Consuelo Rodríguez Baranda, que había sido colaboradora de Sofía Polo Giménez en las colonias escolares. Todos fueron fusilados en la tapia del cementerio de Quintana del Puente.
Arturo Sanmartín Suñer también fue capturado y fusilado el 8 de septiembre de 1936. Los cuerpos fueron enterrados en fosas comunes y no han sido localizados.